# Bitva řetězů
Bitva řetězů byl ozbrojený konflikt mezi Spartou a Arkádií kolem roku 550 př. n. l., ve kterém Arkaďané porazili Spartu. Dle Hérodota Sparťané pochodovali do bitvy, nesouce s sebou tyče na vyznačení území, které už viděli dobyté, a řetězy, ve kterých se chystali odvléci zajaté Arkaďany. Nakonec však byli poraženi a skončili ve vlastních řetězech.